# Bahnstrecke Rostock–Tribsees/Tessin
| |                                                                                             |                                            |                                            |
| Streckennummer (DB): | 6929 (Rostock–Tribsees) 6930 (Sanitz–Tessin)                                                |                                            |                                            |
| Kursbuchstrecke (DB): | 185                                                                                         |                                            |                                            |
| Kursbuchstrecke: | 105g (Rostock – Tribsees 1934) 105k (Sanitz – Tessin 1934) 119e (Rostock Hbf – Tessin 1946) |                                            |                                            |
| Streckenlänge: | 55,0 km                                                                                     |                                            |                                            |
| Spurweite: | 1435 mm (Normalspur)                                                                        |                                            |                                            |
| Streckengeschwindigkeit: | 80 km/h                                                                                     |                                            |                                            |
| |                                                                                             |                                            |                                            |
| \| \| \| von Warnemünde, von Wismar \| \| \| \| 0,0 \| Rostock Hbf \| Rostock Hbf \| \| \| \| nach Stralsund \| \| \| \| \| nach Schwaan \| \| \| \| \| Umgehung Stralsund–Schwaan \| \| \| \| \| von Stralsund \| \| \| \| \| Dalwitzhof \| \| \| \| \| nach Neustrelitz \| \| \| \| \| Warnow \| \| \| \| \| Bahnstrecke Kavelstorf–Rostock Seehafen \| \| \| \| \| A 19 \| \| \| \| 6,6 \| Roggentin (alter Bf) \| Roggentin (alter Bf) \| \| \| 7,4 \| Roggentin (neuer Hp) \| Roggentin (neuer Hp) \| \| \| 10,7 \| Broderstorf (ehem. Bf) \| Broderstorf (ehem. Bf) \| \| \| 12,7 \| Teschendorf \| Teschendorf \| \| \| 15,8 \| Groß Lüsewitz (ehem. Bf) \| Groß Lüsewitz (ehem. Bf) \| \| \| 18,2 0,0 \| Sanitz (b Rostock) \| Sanitz (b Rostock) \| \| \| \| B 110 \| \| \| \| \| \| \| \| \| 4,6 \| Horst \| Horst \| \| \| 7,4 \| Tessin West \| Tessin West \| \| \| 8,9 \| Tessin (ehem. Bf) \| Tessin (ehem. Bf) \| \| \| 23,6 \| Reppelin \| Reppelin \| \| \| 26,0 \| Dammerstorf \| Dammerstorf \| \| \| 29,3 \| Dettmannsdorf-Kölzow \| Dettmannsdorf-Kölzow \| \| \| 37,6 \| Bad Sülze \| Bad Sülze \| \| \| \| Recknitz \| \| \| \| 43,5 \| Langsdorf (Meckl) \| Langsdorf (Meckl) \| \| \| \| ehem. Landesgrenze Mecklenburg–Preußen \| \| \| \| \| Trebel \| \| \| \| 46,1 \| Tribsees \| Tribsees \| \| \| \| nach Velgast, nach Stralsund, nach Grimmen \| \| |                                                                                             |                                            |                                            |
| Strecke |                                                                                             | von Warnemünde, von Wismar                 | von Warnemünde, von Wismar                 |
| Bahnhof | 0,0                                                                                         | Rostock Hbf                                | Rostock Hbf                                |
| Abzweig geradeaus und nach links |                                                                                             | nach Stralsund                             | nach Stralsund                             |
| Abzweig geradeaus und nach rechts |                                                                                             | nach Schwaan                               | nach Schwaan                               |
| Kreuzung geradeaus oben |                                                                                             | Umgehung Stralsund–Schwaan                 | Umgehung Stralsund–Schwaan                 |
| Abzweig geradeaus und von links |                                                                                             | von Stralsund                              | von Stralsund                              |
| Dienststation / Betriebs- oder Güterbahnhof |                                                                                             | Dalwitzhof                                 | Dalwitzhof                                 |
| Abzweig geradeaus und nach rechts |                                                                                             | nach Neustrelitz                           | nach Neustrelitz                           |
| Brücke über Wasserlauf |                                                                                             | Warnow                                     | Warnow                                     |
| Kreuzung geradeaus unten |                                                                                             | Bahnstrecke Kavelstorf–Rostock Seehafen    | Bahnstrecke Kavelstorf–Rostock Seehafen    |
| Brücke |                                                                                             | A 19                                       | A 19                                       |
| ehemaliger Bahnhof | 6,6                                                                                         | Roggentin (alter Bf)                       | Roggentin (alter Bf)                       |
| Haltepunkt / Haltestelle | 7,4                                                                                         | Roggentin (neuer Hp)                       | Roggentin (neuer Hp)                       |
| Haltepunkt / Haltestelle | 10,7                                                                                        | Broderstorf (ehem. Bf)                     | Broderstorf (ehem. Bf)                     |
| ehemaliger Haltepunkt / Haltestelle | 12,7                                                                                        | Teschendorf                                | Teschendorf                                |
| Haltepunkt / Haltestelle | 15,8                                                                                        | Groß Lüsewitz (ehem. Bf)                   | Groß Lüsewitz (ehem. Bf)                   |
| Bahnhof | 18,2 0,0                                                                                    | Sanitz (b Rostock)                         | Sanitz (b Rostock)                         |
| Brücke |                                                                                             | B 110                                      | B 110                                      |
| Verschwenkung von links · Verschwenkung von rechts (Strecke außer Betrieb) |                                                                                             |                                            |                                            |
| ehemaliger Haltepunkt / Haltestelle · Strecke (außer Betrieb) | 4,6                                                                                         | Horst                                      | Horst                                      |
| Haltepunkt / Haltestelle · Strecke (außer Betrieb) | 7,4                                                                                         | Tessin West                                | Tessin West                                |
| Haltepunkt / Haltestelle Streckenende · Strecke (außer Betrieb) | 8,9                                                                                         | Tessin (ehem. Bf)                          | Tessin (ehem. Bf)                          |
| Haltepunkt / Haltestelle (Strecke außer Betrieb) | 23,6                                                                                        | Reppelin                                   | Reppelin                                   |
| Bahnhof (Strecke außer Betrieb) | 26,0                                                                                        | Dammerstorf                                | Dammerstorf                                |
| Bahnhof (Strecke außer Betrieb) | 29,3                                                                                        | Dettmannsdorf-Kölzow                       | Dettmannsdorf-Kölzow                       |
| Bahnhof (Strecke außer Betrieb) | 37,6                                                                                        | Bad Sülze                                  | Bad Sülze                                  |
| Brücke über Wasserlauf (Strecke außer Betrieb) |                                                                                             | Recknitz                                   | Recknitz                                   |
| Haltepunkt / Haltestelle (Strecke außer Betrieb) | 43,5                                                                                        | Langsdorf (Meckl)                          | Langsdorf (Meckl)                          |
| Grenze (Strecke außer Betrieb) |                                                                                             | ehem. Landesgrenze Mecklenburg–Preußen     | ehem. Landesgrenze Mecklenburg–Preußen     |
| Brücke über Wasserlauf (Strecke außer Betrieb) |                                                                                             | Trebel                                     | Trebel                                     |
| Bahnhof (Strecke außer Betrieb) | 46,1                                                                                        | Tribsees                                   | Tribsees                                   |
| Strecke (außer Betrieb) |                                                                                             | nach Velgast, nach Stralsund, nach Grimmen | nach Velgast, nach Stralsund, nach Grimmen |

Die Bahnstrecke Rostock–Tribsees mit einer Zweigstrecke in Sanitz nach Tessin ist eine eingleisige, nicht elektrifizierte Nebenbahn in Mecklenburg-Vorpommern. Der Abschnitt von Sanitz nach Tribsees ist abgebaut.

## Geschichte

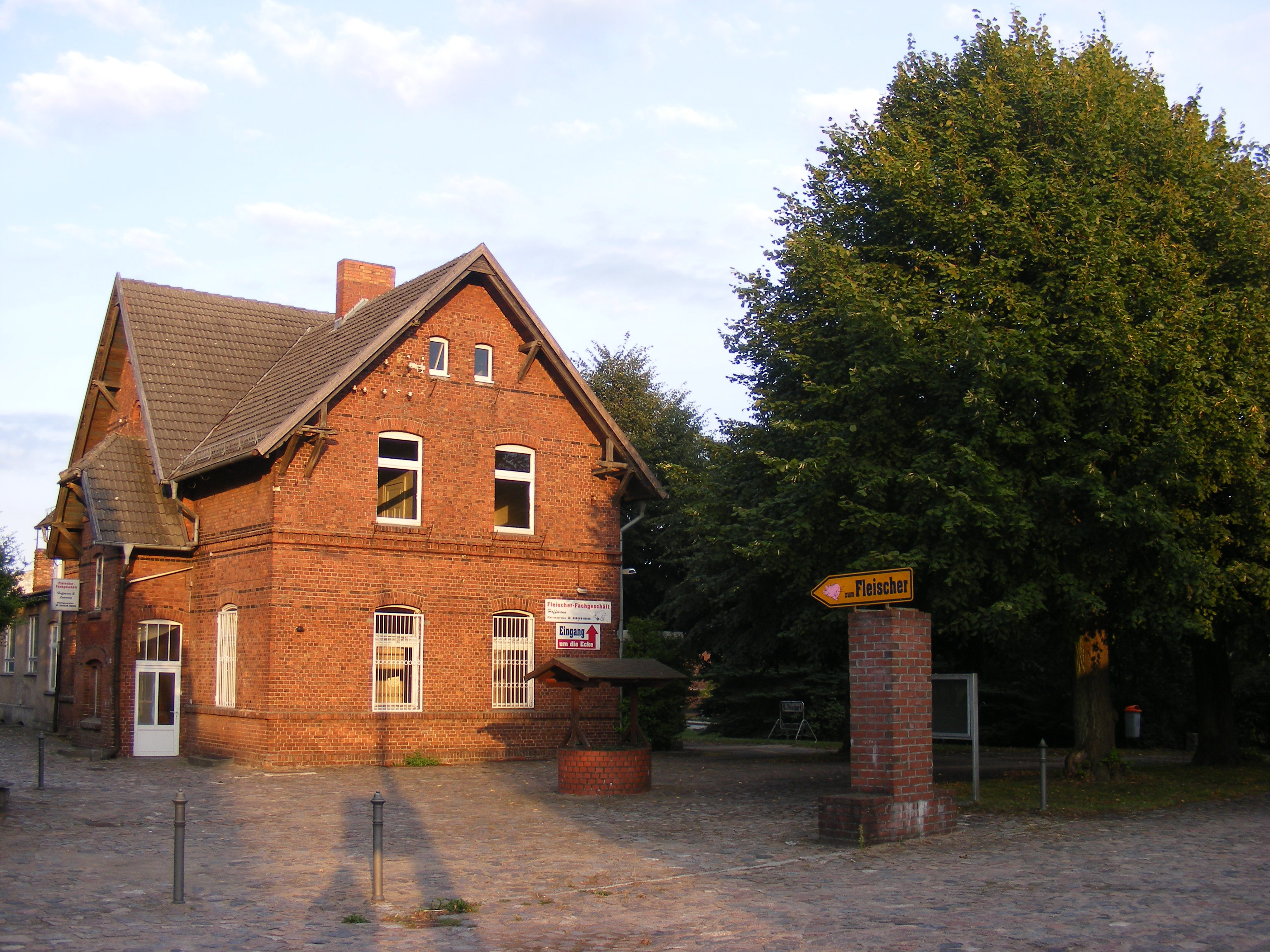
Bahnhofsgebäude von Dettmannsdorf-Kölzow (2008)

Zu den vielen Projekten, die nach der zweiten Verstaatlichung der Friedrich-Franz-Eisenbahn 1890 diskutiert wurden, zählte auch eine Strecke, die das östliche Umland von Rostock erschließen sollte. Am 16. November 1895 wurde die Strecke von Rostock über Sanitz nach Sülze und weiter über die preußische Grenze nach Tribsees eröffnet, am selben Tag ging auch die Zweigstrecke von Sanitz nach Tessin in Betrieb. In Tessin bestand von 1895 bis 1963 Übergang zur Schmalspurbahn Tessin. Tribsees wurde zu einem kleinen Eisenbahnknoten, einige Monate vorher (Mai 1895) war bereits die Strecke der Franzburger Südbahn nach Velgast in Betrieb gegangen. Es folgte die Eisenbahn-Gesellschaft Greifswald-Grimmen mit einer Strecke nach Grimmen und Greifswald und 1901 die Eisenbahn-Gesellschaft Stralsund-Tribsees Richtung Stralsund. Es gab einen gemeinsamen Bahnhof aller vier Bahngesellschaften.
Weitere Projekte, wie etwa eine Verbindung von Tessin nach Gnoien oder von Dettmannsdorf-Kölzow in das nahegelegene Marlow, wurden nicht verwirklicht. Marlow blieb damit (abgesehen vom erst 1938 zur Stadt erhobenen Rerik) die einzige Stadt Mecklenburgs ohne Eisenbahnanschluss.
Die Strecke Rostock–Tribsees hatte immer nur lokale Bedeutung, obwohl über sie der kürzeste Weg von Rostock nach Grimmen und Greifswald führte. 1905 verkehrten täglich vier Zugpaare von Rostock nach Tribsees, die in Sanitz unmittelbaren Anschluss nach Tessin hatten. In Tribsees bestand meistens Anschluss Richtung Grimmen. Auch in den 1930er Jahren blieb es bei diesem Angebot.
Nach 1945 wurde der Abschnitt von Sanitz nach Tribsees (wie auch die Strecken von dort nach Stralsund und Greifswald) als Reparationsleistung an die Sowjetunion demontiert. Lediglich die ersten zwei Kilometer bis Reppelin blieben als Anschlussgleis zu einem Militärobjekt bis in die 1990er Jahre in Betrieb. Es verblieben Personenzüge zwischen Rostock, Sanitz und Tessin.
Das Angebot beschränkte sich bis in die 1990er Jahre auf fünf bis sechs Zugpaare am Tag und wurde dann etwas aufgestockt. Von 1997 bis 1999 wurde die Strecke umfassend saniert und im Rahmen eines Modellprojektes auf eine Streckengeschwindigkeit von 80 km/h ausgebaut. Die Haltepunkte in Teschendorf und Horst wurden geschlossen, ein neuer Haltepunkt entstand in Tessin West neben einem Gewerbegebiet. Die Station in Roggentin wurde in Richtung Nordosten in die Nähe eines Wohngebietes verlegt. Alle Bahnsteige wurden mit einer Länge von 100 Metern sowie einer Höhe von 55 Zentimetern neu errichtet, sodass ein barriefreier Zustieg möglich ist. Die Züge verkehren seitdem im Stundentakt, die Fahrgastnachfrage übertraf in der ersten Zeit alle Erwartungen.

## Heutige Situation

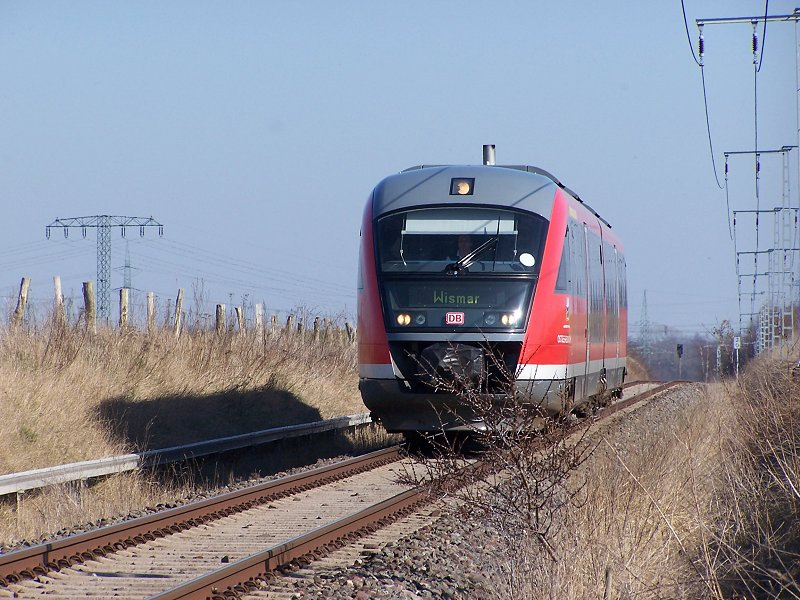
Strecke zwischen Rostock und der Warnowbrücke bei Kessin mit Triebwagen der Baureihe 642

Zwischen Rostock und Tessin verkehren Regionalzüge der Linie RB 11 (bis Dezember 2015 RE 8) im Stundentakt, durchgebunden von und nach Wismar. Zum Einsatz kommen Triebwagen der Baureihe 642 (Desiro). Güterverkehr gibt es gar nicht mehr und bis auf Sanitz gibt es auch keinerlei Kreuzungsmöglichkeiten mehr auf der Strecke. Die elektronische Stellwerkstechnik wird von Neuruppin aus bedient.
Es finden sich eine Reihe von Spuren des 1945 abgebauten Abschnittes Sanitz–Tribsees. Die meisten Bahnhofsgebäude sind erhalten geblieben. Der Bahnhof Tribsees war bis 1995 noch für die Züge nach Velgast auf der Franzburger Südbahn in Betrieb. Im Waldgebiet um den Bahnhof Dammerstorf gibt es einen Wanderweg auf dem Bahndamm.
Die Bahnhofsgebäude und einige Nebengebäude der Bahnhöfe Broderstorf, Teschendorf, Groß Lüsewitz, Sanitz, Tessin, Bad Sülze und Tribsees stehen unter Denkmalschutz.